# 台灣快速道路
臺灣的快速道路，一般指服務品質介於高速公路與一般公路之間的汽車、大型重型機車專用道路。部分快速道路被編為省道或國道，於中華民國《公路法》中專稱為「快速公路」，如國道快速公路、省道快速公路等。

## 定義
依據《高速公路及快速公路交通管制規則》對於快速公路的定義，為「指除高速公路外，其出入口完全或部分控制，中央分隔雙向行駛，除起訖點外，並與主要道路立體相交、次要道路得平面相交，專供汽車行駛之公路」。其英文翻譯為「Expressway」（簡稱：EXPWY），與高速公路使用的「Freeway」不同。

## 道路管理

### 管理機構

#### 快速公路
快速公路的等級比高速公路略低，一般歸為中華民國國道、省道兩種等級。編為國道者，由交通部高速公路局管理；編為省道者，由交通部公路總局管理。
此外，快速公路的服務水準也較高速公路為低，如部份快速公路無路肩設計，但仍以車輛的區域性移動為主。對於道路進出採用完全或部分進出管制，與都會區或都市計畫區之道路、主要幹道等交會，主要以立體交叉；郊區、鄉間、與次要道路之交會，則多為平面交叉。
可行駛車種方面，除了專供汽車行駛之外，於2007年11月1日起，排氣量550cc以上之大型重型機車，也可行駛於快速公路。2012年7月1日起，依據新修正之中華民國道路交通管理處罰條例第92條，排氣量250cc以上之大型重型機車，也可行駛於快速公路。

#### 快速道路
如無特別情形（如銜接高、快速公路交流道），一般由所在之縣市政府養護，道路等級歸類為一般道路或市區道路。

### 裁罰方式
快速公路的管理與裁罰方式，原依據「道路交通管理處罰條例」辦理，自2006年6月28日交通部修正「高速公路交通管制規則」，改名為「高速公路及快速公路交通管制規則 （页面存档备份，存于） 」，將快速公路納入「道路交通管理處罰條例第33條 （页面存档备份，存于）」 規範，並自2006年7月1日施行，其裁罰適用範圍亦配合該條例修正，將快速道路省道級別之12條東西向快速公路、西濱快速公路及中投公路，共計14條，一併納入進行裁罰，市區和地方快速道路並仍維持原有管理及裁罰方式。

#### 超速取締
省道等級以上之快速公路，速限警告標誌應設立在測速照相機的300公尺之前，裁罰金額也較高。
而一般快速道路則依「道路交通管理處罰條例」規定，應在100公尺至300公尺間標示。

### 養護施工
快速公路的養護與施工方式，依據2012年8月交通部公路總局修正發布之「快速公路施工交通管制手冊」辦理。為使養護管理之快速公路能提供最佳之路況及服務水準，於快速公路進行修建及養護工作時，係為使所轄快速公路施工交通管制設施具一致性及標準化，俾使快速公路施工及養護步驟健全，以維護行車及工作人員之安全。
部分快速公路與其他道路採平面交叉，其臨近路口相關施工中交通管制設施之佈設，請另參照中華民國交通部頒佈之「交通工程手冊」規定辦理。

## 道路規格

### 高快速公路
部份國家不用「高速公路」（英語：Freeway），而採用「快速道路」（英語：Expressway）作為其境內專用道路的名稱。儘管各國對高速公路的命名不同，但都是專指有4車道以上、兩向分隔行駛、完全控制出入口、全部採用立體交叉的公路。此外，有不少國家對部分控制出入口、非全部採用立體交叉的直達幹線也稱為高速公路。國際道路聯合會（IRF）在歷年的統計年報中，把直達幹線也列入高速公路範疇。
上述汽車專用道路規格，除了國道，中華民國統稱為快速道路，非雙向分隔車道之直達幹線稱為一般公路。
世界高速公路長度排名，國際上把中華民國的高快速公路（國道+省道）總長度計入排名。

### 市區快速道路
市區快速道路又稱為「都市快速道路」（英語：Urban Expressway），設計時速60~100公里。
臺灣第一條市區快速道路為台北市水源快速道路，於1980年通車。後陸續完成諸多高架道路，工程技術日漸成熟。中華民國內政部於2005年建立快速道路法規標準。
依內政部《市區道路及附屬工程設計標準》之快速道路：指出入口施以完全或部分管制，供穿越都市之通過性交通及都市內通過性交通之主要幹線道路。
市區快速道路之規劃設計規定如下：
一、以匝道或立體交叉方式與其他市區道路銜接。但經該管主管機關許可者，得與主要道路或次要道路採平面相交，並設置號誌實施管制。
二、雙向車道間應以實體分隔，各方向應為二車道以上。
三、不得與鐵路或軌道運輸設施平面交叉。
四、快速道路二側鄰接平行道路時，應採實體分隔或立體分離。
汽車道寬度依設計速率訂定，於快速道路者，不得小於3.25公尺。
快速道路立體交叉結構設計規定如下：
一、市區道路立體交叉結構與建築物結構外緣線間之側向淨距，在高架結構不得小於4.5公尺，在匝道結構不得小於3公尺。
二、立體交叉處道路淨高不得小於4.6公尺；限制車種通行者，淨高不得小於最大可通行車輛高度加0.5公尺，並應設置限高架或警告設施。
三、設置平面側車道時，車道寬度不得小於3公尺，並應留設迴轉車道空間。
快速道路最小曲線半徑：
設計時速60公里為120公尺，時速80公里為230公尺，時速100公里為390公尺，因地形或其他特殊狀況，可在道路轉彎前限制路段採漸變速限至時速60公里以下。

### 新建與延伸
新建國道因環保議題，用地取得不易與民意阻力高，原物料上漲導致工程發包不易，以及跨部會溝通聯繫的時延…等等因素，大大地增加興建難度。
現今國道延伸多半先採用連絡道或平面道路規劃，待日後預算充足或民眾反映需求，再行升級道路規格。

## 交流道
- 快速公路與道路立體交叉的出入口稱為交流道或匝道，與國道交會時稱為系統交流道。
- 快速道路與一般道路立體交叉的出入口稱為匝道，出口不標示里程數。
- 快速公路與道路平面交叉的出入口稱為平交路口或平交匝道，出口僅台61線的平交匝道標示里程數。
- 短程封閉式道路與一般道路立體交叉稱為陸橋，有些不設出入口，僅供作跨線橋使用。
- 高速公路側車道作為連絡道路並提供給交流道出入使用，有些設計為封閉式道路，例如：竹崎交流道、古坑交流道。

快速公路增設交流道，依據公路法第六條，由中央公路主管機關（交通部）管理，交通部為審核省道快速公路增設交流道，特訂定申請審核作業要點。
人民或機關建議增設交流道時，申請機關為該交流道所在地之縣（市 ）政府。

## 連絡道
連絡道作為高快速公路的輔助道路，在道路規格上較為彈性，一般分為高架道路、封閉式道路、平面道路。
依交通部高速公路局公告，連絡道路（連絡道）為「位於交流道內，與高速公路或快速公路主線橫交並藉匝道相連通之地方道路。」
主要是公路連接公路，通常道路起終點分別為交流道與省道，縣市道。也可作為高快速公路起點的引道或中途與終點的延伸線。
- 南港連絡道
- 高科連絡道
- 里港砂石車專用道

- 北二高台北連絡道：即國道三號甲線，國道連接至台北市區，主幹線連結信義快速道路與市道106號。
- 汐止貨櫃車專用道
- 高雄港聯外高架道路
- 基隆港西岸聯外道路
- 中山高基隆端高架聯絡道

## 快速道路長度與密度
各縣市快速道路仍在建設中，全國快速道路總長度未能計算。
- 2017年，交通部新春記者會簡報指出，台灣每平方公里有58公尺高速公路與快速公路[a]（台灣面積26%為平原，每平方公里有190公尺高快速公路），換算總長度為2088公里[a]，每萬人有908公尺，人口可及率96.11%。[2]
- 快速公路總長度最長的縣市為台南市約85.1公里（不含市區快速道路）。
- 快速道路密度最高的縣市為台北市，15.9公里/每百平方公里，長度43.3公里（不含國道與省道）。鄉鎮市區級地區最高為台南市新市區53.2公里/每百平方公里。
- 快速道路人均長度最長的地區是苗栗縣後龍鎮，8.57公里/每萬人。第二為台南市新市區6.76公里/每萬人。

## 快速道路列表

### 國道快速公路
- 國道三號甲線：又稱為「臺北聯絡線」，為國道快速公路，亦是臺灣目前唯一收取通行費之快速公路，大型重型機車行駛則免收費。此國道快速公路也是大型重型機車唯一得行駛之國道快速公路。
- 國道八號：臺南端至南133線平交路口為國道快速公路，南133線平交路口至新化端為則為國道高速公路。

### 國道連絡高架道路
此處指具連絡國道性質的高架道路。
- 國道一號基隆端以北高架連絡道路（二十九號橋）：基隆端至基隆市孝二路口，屬於高速公路局養護，國道起點因歷史意義重大或重整中山高全部里程不易，加上基隆端前有獅球嶺地區居民專用小型汽車出入口，故基隆端以北路段標示為負里程，長700公尺。可銜接基隆港東岸高架道路（中正高架橋）。
- 國道一號高雄港聯外高架道路 （页面存档备份，存于）：屬國道三級路道路系統，新生路高架路段將高雄港第一、二、三、五等貨櫃中心直接串連。

### 省道快速公路
屬於省道等級的快速道路（快速公路），原標誌和一般省道的標誌無異，同為藍底藍框。後交通部公路總局在2007年10月19日發佈公告，將快速公路的標誌改為紅底藍框，並陸續在各快速公路進行更換作業。
依公路總局之公告，快速公路係以承擔都會（副都會）中心與主要地方中心間、兩主要地方中心間等之聯絡為主要功能，其易行性略次於高速公路，但其可及性則略高於高速公路。
臺灣省道快速公路路線列表：
| 編號     | 起訖點         | 銜接方向 | 通車長度 （公里） | 主線速限 （公里每小時） | 現況     | 備註                                                           |
| -------- | -------------- | -------- | ----------------- | ----------------------- | -------- | -------------------------------------------------------------- |
| 台61線   | 淡水－安南     | 南北     | 301.834           | 70－90                  | 部分通車 | 原台61甲線路段併入台61線，未通車路段目前興建中，里程待統一修正 |
| 台62線   | 萬里－瑞芳瑞濱 | 東西     | 19.046            | 80                      | 全線通車 |                                                                |
| 台62甲線 | 基隆－瑞芳     | 南北     | 5.744             | 40－60                  | 全線通車 |                                                                |
| 台64線   | 八里－新店     | 東西     | 28.42             | 60－80                  | 全線通車 |                                                                |
| 台65線   | 五股－土城     | 南北     | 12.469            | 60－80                  | 全線通車 |                                                                |
| 台66線   | 觀音－大溪     | 東西     | 27.259            | 80~90                   | 部分通車 |                                                                |
| 台68線   | 南寮－竹東     | 東西     | 22.992            | 70－90                  | 部分通車 |                                                                |
| 台68甲線 | 竹東           | 東西     | 1.26              | 50－70                  | 全線通車 |                                                                |
| 台72線   | 後龍－汶水     | 東西     | 30.81             | 80－90                  | 部分通車 |                                                                |
| 台74線   | 快官－霧峰     | 環狀     | 37.841            | 80                      | 全線通車 |                                                                |
| 台76線   | 芳苑－草屯     | 東西     | 21.744            | 80－90                  | 部分通車 | 未通車路段目前興建中，里程待統一修正。                         |
| 台78線   | 台西－古坑     | 東西     | 42.879            | 100                     | 全線通車 |                                                                |
| 台82線   | 東石－水上     | 東西     | 33.959            | 70－100                 | 全線通車 |                                                                |
| 台84線   | 北門－玉井     | 東西     | 41.428            | 70－100                 | 全線通車 |                                                                |
| 台86線   | 臺南南區－關廟 | 東西     | 20.0              | 70－90                  | 全線通車 |                                                                |
| 台88線   | 鳳山－竹田     | 東西     | 22.391            | 90                      | 全線通車 |                                                                |

### 縣市快速道路
以下由北至南表列公路主管機關公告與直轄市轄管之快速道路。

#### 臺北市
- 新生高架道路
- 建國南北快速道路
- 基隆高架道路
- 環河快速道路（環河南北快速道路）
- 水源快速道路
- 市民大道高架道路
- 環東大道
- 洲美快速道路
- 堤頂大道
- 信義快速道路

#### 新北市
- 新店環河快速道路
- 新北環河快速道路
- 中山高架道路

#### 臺中市
- 東豐快速道路（興建中）

#### 臺南市
- 臺南都會區北外環道路（部分通車，仍在興建中）

#### 高雄市
- 高雄都會區快速道路（大中路高架道路）

## 規劃中或興建中的快速道路/公路

### 跨區跨縣市
- 中央快速公路
  - 屬於六年國建之一部份，規劃國道3號和美交流道始往南連接臺76線、臺78線與臺82線，沿臺19線至臺南市鹽水區，往東南連接國道一號，續往東連接國道3號（六甲系統），惟六年國建經費過於龐大，政府財政困難，又因環評阻力難以實施，現以臺19線中央公路拓寬及興建外環道代替。
- 台62線延伸計畫
  - 向東北延伸至萬里、金山
  - 向西南延伸至頭城
- 北桃快速道路／板龍快速道路（國道3號土城至龍潭段替代快速道路）
  - 以台65線南端延伸至三峽、龍潭，沿大漢溪河岸進行本計畫

### 北北基地區
- 基隆市環山道路
- 大漢溪左岸環河快速道路
- 淡北道路
- 臺61線淡江大橋及其連絡道路工程
- 芝投公路
- 北海岸快速公路(省道快速公路改善計劃)
- 東側山區快速道路
- 新天母快速道路
- 外雙溪快速道路
- 環河北路高架快速道路

### 桃竹苗地區
- 自台66線平鎮三交流道興建高架道路延伸至龍潭
- 新梅龍快速道路（新屋－楊梅－龍潭），龍潭端以聯絡道銜接板龍快速道路（板橋－龍潭）。
- 武陵南北快速道路（台一線替代道路）新豐至台68線新竹一交流道。

### 中彰投地區
- 東勢豐原生活圈快速道路（石岡東勢連絡道）：由國道4號豐勢交流道向東二度跨越臺3線並轉向南與臺8線連結。
- 台中生活圈四號道路延伸大肚龍井（路線兩端分別銜接烏日區環河路五段、龍井區臨港路），部分路線為高架橋 。
- 國道3號連接臺61線（大甲段）[6]
- 臺61乙線（美港公路）高架化。
- 臺76線埔鹽臺19線以西路線：預計跨越埔鹽，接二林萬興，銜接臺61線芳苑交流道。
- 濁水溪北岸快速道路：彰化縣政府推動連結二水、田中、溪州、北斗、竹塘、埤頭、二林、大城、芳苑等鄉鎮之濁水溪快速道路。

### 雲嘉南地區
- 濁水溪堤防快速道路
  - 濁水溪南岸，雲林麥寮六輕北堤防汛道路改建。長度25公里，立體交叉連結台61線、台19線、台1線與國道一號。
- 臺78甲線
  - 曾計畫沿北港溪防汛道路施設「78甲線高架快速公路」，但因經費龐大沒有下文，北港溪防汛道路便成為北港地區最重要的「替代」快速道路[7]。
  - 臺78甲線延伸線：往南規劃沿著臺37線連接嘉義高鐵橋下道路，直達嘉義高鐵站，連臺82線。
  - 台19線元長至北港高架化：交通部已補助雲林縣府進行台19線拓寬可行性評估及初步計畫，高架快速道路工程總共143.9億元，將元長到北港的台19線高架化並可銜接台78線。
- 臺82線向東延伸觸口
  - 評估從國道3號與臺82線交會的水上系統至番路鄉觸口之間增設連絡道。縮短高鐵嘉義站往來阿里山區域時程，估可節省十至十五分。
- 臺南都會區北外環道路：第2~4期高架快速道路，從國道8號南科連絡道，沿鹽水溪堤防至台17線大港觀海橋端，第三期工程（國道8號南科連絡道至安南區台江大道）於2018年3月17日開工。
- 永康創意設計園區北側聯外道路：位於臺南市永康區，計畫起點自安南區怡安路臺19線往東銜接台南都會區北外環道路，跨鹽水溪經臺1線跨臺鐵鐵路至永康創意設計園區，會先以高架方式施作，總長1750公尺。
- 臺61線曾文溪橋，並附設南北雙向機車道。
- 臺61線延伸高雄
- 臺86線向東延伸至高雄內門
- 國道8號（國1以西路段）平面路口、臺17甲線（國道8號終點至安南區安中路段）立體化及台江大道快速化工程。
- 國道8號延伸線
  - 國道8號台南端高架往南延伸安中路[8]
  - 國道8號往西連接高架道路至臺61線，由內政部營建署辦理[9]。

### 高屏地區
- 國道十號延伸線（高架快速公路）
  - 公路總局提出之第三項替代計畫，新增銜接國道十號至新威大橋快速公路Ｂ一方案（第一期，一般省道），寬度三十米，長度十二點二公里，經費三十點二億，效益1.99，具經濟可行性，期待未來地方發展成形時，可再利用已成型的安全島做為高架化快速道路路基，完成地方人士期盼的快速道路，此獲得與會人士同意跟共識。
- 高屏第二東西向快速公路
  - 西起高雄左營高鐵路，向東延伸，跨越台1線後，沿線設有國道1號系統交流道、八德二路交流道、國道10號系統交流道、義大二路交流道、台29線交流道、台3線交流道，並於長治鄉設置系統交流道銜接國道3號，全長22.6公里。主要採高架橋樑興建，包括高雄端一座零點六公里長的隧道，雙向四車道設計。[10]
- 屏南快速公路（竹田系統交流道至恆春）：直線距離約66.5公里，以高架興建為主，雙向4車道，初估工程經費約900億元。
- 南廻快速公路(省道快速公路改善計劃)

### 宜花東地區
- 宜蘭台二線濱海公路高架（含台62線延伸頭城）
- 蘭陽溪堤岸東西向快速道路
- 蘇花公路安全提升計畫（採封閉式道路設計，與既有道路立體交叉，預留銜接花東快速公路之空間）
- 花東快速公路（花東高之替代方案）
  - 快速公路全長約180公里，預計將設置14處交流道，路線以堤防道路為主，預估興建經費約新台幣2,300億元左右。

### 外島地區
- 金門縣金門機場－水頭商港快速道路

## 外部連結
- 公路總局-東西向快速公路圖
- 臺北市交通管制工程處全球資訊網 - 快速道路、高架橋出入口資訊
- 新北市快速道路 - 新北市政府交通局[永久]
- 國道8號南科連絡道延伸省道台1線道路工程 - 臺南市政府交通局
- 公路總局-四腳亭坑路連絡道
- 信義鄉高速公路 公路總局 十八重溪橋
- 高雄港聯外高架道路 高公局 （页面存档备份，存于）
- 中央快速公路 （页面存档备份，存于）